# Ein Versprechen
Ein Versprechen ist ein Spielfilm nach einer Erzählung von Stefan Zweig des französischen Regisseurs Patrice Leconte aus dem Jahr 2013.

## Handlung
Deutschland im Jahr 1912: Der aus einfachen Verhältnissen stammende Friedrich Zeitz erhält eine Anstellung als Sekretär des Großindustriellen Karl Hoffmeister. Bei einem Besuch auf dessen Anwesen lernt er Hoffmeisters wesentlich jüngere Frau Charlotte kennen. Da Hoffmeister, der kränklich ist und Unterstützung braucht, mit dem jungen Mann zufrieden ist, macht er ihn zu seinem Privatsekretär und lässt ihn auf seinem Anwesen wohnen. Zeitz freundet sich mit Otto an, dem Sohn der beiden. Friedrich und Charlotte kommen sich näher, sie verlieben sich ineinander, aber Charlotte hält den jungen Mann auf Distanz. Der Ehemann beobachtet, was sich zwischen den beiden anbahnt. Er schickt Zeitz für zwei Jahre nach Mexiko. Vor der Abreise geben sich Friedrich und Charlotte das Versprechen, aufeinander zu warten. Als der Erste Weltkrieg ausbricht, sitzt Friedrich in Mexiko fest, und alle Kontakte zwischen ihm und Charlotte brechen ab.
Als Hoffmeister schwer erkrankt und auf dem Sterbebett liegt, gesteht er seiner Frau, er habe versucht, sie mit Friedrich zusammenzubringen, und in Friedrich Charlottes künftigen Ehemann gesehen. Aus Eifersucht sei es ihm aber nicht gelungen, diesen Plan zu Ende zu führen.
Nach acht Jahren der Trennung kehrt Friedrich zurück. Aber das Paar ist sich fremd geworden, man hat sich nichts zu sagen.

## Produktion
Ein Versprechen ist der erste Film, den Patrice Leconte in englischer Sprache gedreht hat. Am Drehbuch, das auf der Erzählung Reise in die Vergangenheit aus dem Nachlass von Stefan Zweig basiert, war Jérôme Tonnerre (* 1959) als Co-Autor beteiligt. Tonnerre hat auch an Lecontes Drehbüchern für Mein bester Freund und Intime Fremde mitgearbeitet.
Die Kostüme entwarf Pascaline Chavanne, das Szenenbild stammt von Ivan Maussion, Art-Director (ADP) für insgesamt 19 Filme Lecontes. Nach Abdrehen des letzten gemeinsamen Films Nur eine Stunde Ruhe! (2014) ist Maussion tödlich verunglückt. Für den Kameramann Eduardo Serra war es der letzte von acht Filmen, die er seit Die Spezialisten von 1985 gemeinsam mit Leconte gedreht hat.

## Veröffentlichung
Der Film wurde am 4. September 2013 auf dem Filmfestival von Venedig, am 7. September desselben Jahres in Toronto und in der Folge auf weiteren internationalen Filmfestivals vorgestellt. 2015 erschienen eine deutsche DVD und eine Blu-ray.

## Kritiken
Der Film wurde von der angelsächsischen Kritik durchweg negativ aufgenommen. Nach Justin Chang von Variety vermittelt das holprige und gefühlsarme Drama weder Sinnlichkeit noch das sich Sehnen und Verlangen.
Elizabeth Weitzmann von den New York Daily News findet die Leistung der Schauspieler solide und professionell, die Inszenierung wie auf Hochglanz, aber es falle schwer, „eine Romanze zu empfehlen, der die Leidenschaft fehlt, egal wie hübsch sie anzusehen ist“. Sandra Scholz von moviebreak schreibt: „Die Schauspieler wirken hölzern und lustlos, die Dialoge hören sich an, als wären sie von Google Translator übersetzt worden. Auch optisch ist der Film erstklassiges Mittelmaß. Keine Ecken und Kanten […]. Auch der Soundtrack plätschert belanglos vor sich dahin. Das ist alles ganz nett, doch vom Hocker reißt man so niemanden“.